# Bekmünde
Bekmünde est une commune allemande de l'arrondissement de Steinburg, Land de Schleswig-Holstein.

## Géographie
La Bekau et la Stör traversent le territoire de la commune.
| Bekdorf  | Oldendorf       |                 |
| Stördorf | Bekmünde        | Heiligenstedten |
|          | Heiligenstedten |                 |

Bekmünde se trouve sur la Bundesstraße 5.

## Histoire
Bekmünde est mentionné pour la première fois en 1369 pour son pont sur l'embouchure de la Bekau.

## Source, notes et références
- (de) Cet article est partiellement ou en totalité issu de l’article de Wikipédia en allemand intitulé « Bekmünde » (voir la liste des auteurs).